# Велики Алфелд
Велики Алфелд (мађ. Nagyalföld) или Велика мађарска равница (мађ. Nagy-Magyar-alföld), односно Велика мађарска равница или Велика дунавска равница (слч. Veľká dunajská kotlina) је равница у југоисточном делу Панонске низије. Простире се у доњем делу средњег тока реке Дунава и његове притоке Тисе. Заузима јужни и источни део Мађарске, мањи део југоисточне Словачке, погранични део југозападне Украјине, знатан део западне Румуније, целу северну Србију и источну Хрватску.

## Називи
У српском језику, називи за ову равницу су почели да се формирају у време постојања старе Угарске, која је све до 1918. године обухватала то подручје у целини, те су по угледу на тадашњу терминологију настали називи: Велика угарска равница, односно Велика мађарска равница или само Велики Алфелд. Након 1918. године, стара угарска одредница је у појединим државама-наследницама замењена политички неутралном дунавском одредницом, те се тако у словенским језицима употребљава и назив Велика дунавска равница, док се назив Панонска низија користи за ширу географску област, која поред Великог Алфелда обухвата и Мали Алфелд (Мала дунавска равница), као и друге географске целине.
У словачком језику се за Велики Алфелд користи назив Veľká dunajská kotlina или Veľká dunajská nížina, док се у румунском језику област означава и као Câmpia Tisei или Câmpia de Vest. У мађарском језику, област је и даље позната као Nagy Alföld, односно Nagy-Magyar-alföld.

## Границе
Границе ове равнице су Карпати на северу и истоку, Трансдунавске планине и хрватске планине на југозападу и приближно река Сава на југу.

## Географија

### Равница у Мађарској
Површина равнице износи 52.000 km² у оквиру Мађарске, што чини око 56% државне територије. Укупна површина је 100.000 km². Највиша тачка равнице је Хопортјо (183 m), док је најнижа тачка река Тиса.
Најважнији мађарски писци који су инспирисани и повезани са равницом су Мора Ференц и Мориц Жигмонд, као и песници Петефи Шандор и Јухас Ђула.
Мађарски научници рођени у равници укључују физичара Золтана Баја, хемичара Јаноша Ирињија, фармаколога Јаноша Кабаја, физичара и фармацеута Габора Катаја и доктора и пулмонолога Фриђеша Корањија.
Најважнија река равнице је Тиса.
Најзнаменитији градови са медицинским купалиштима су Берекфирде, Черкеселе, Ђула, Хајдусобосло, Сентеш и Солнок.
Међу културним фестивалима и програмима карактеристичним за регион су Чангофестивал у Јасберењу, Чересњефестивал (фестивал трешње) у Нађкерију, Гуљашфестивал (фестивал гулаша) у Солноку, Хиди вашар (Вашар моста) у Националном парку Хортобађ, Хунијалиш у Опустасеру, Сабадтери Јатекок (Игре на отвореном) у Сегедину, Варјатекок (Игре у замку) у Ђули, Вирагкарневал (Карневал цвећа) у Дебрецену и Бајаи Халаслефезе Непинепељ (Фестивал рибље чорбе) у Баји.
Део равнице који се налази у Мађарској укључује следећа подручја:
- Мезефелд
- Шарет
- Саркез
- Дравамелек
- Кишкуншаг
- Јасшаг
- Равница Пешт
- Равница Хевеш
- Боршоди-Мезешег
- Бодрогкез
- Тисахат
- Равница Сатмар
- Марош-Кереш кезе
- Кереш-видек
- Нађкуншаг
- Национални парк Хортобађ
- Хајдушаг
- Њиршег

### Равница у Србији
У Србији, равница је подељена у три велика географска подручја, позната као Бачка, Банат и Срем, од којих се већи део налази у оквиру покрајине Војводине. С обзиром да се подручје Алфелда у Србији поклапа са подручјем Панонске низије, чији је Алфелд део, у српској литератури се Алфелд великим делом обрађује под појмом Панонске низије.

### Равница у Хрватској
Термин Велика мађарска равница се ретко користи у Хрватској и обично је повезан са географијом Мађарске.
Делови Панонске Хрватске могу се сматрати продужетком Алфелда, посебно источна Славонија и делови Срема.

### Равница у Словачкој
Део равнице који се налази у Словачкој је познат и као Источна словачка низија.

### Равница у Украјини
Део равнице који се налази у Украјини је познат и као Транскарпатска низија.

### Равница у Румунији
У Румунији, равница (рум. câmp или câmpia, из лат. campus) укључује разне регионе, као што су Банат и Кришана. Овде се зове Câmpia de Vest (Западна равница).